# 晶科能源
晶科能源股份有限公司（英語：Jinko Solar；：JKS；上交所：688223，简称：晶科能源）是一个太阳能光伏板制造商。

## 历史
公司成立于2006年，于2010年在纽约证券交易所上市。公司员工总数超过13000人，生产基地位于江西省上饶以及浙江省海宁，生产面积总占67万平方米。
晶科能源在行业中率先建立了从硅料加工到硅片、电池片和组件生产的“垂直一体化”产能，在中国、美国、马来西亚、越南共拥有12个全球化生产基地。截至2022年一季度，公司单晶硅片、电池、组件的设计产能分别达到40GW、40GW和50GW。公司现有研发和技术人员1,000 余名，取得“国家企业技术中心”、“国家技术创新示范企业”、“制造业单项冠军”等多项殊荣，主导制定了IEC等多项国际国内行业标准。公司不断拓展光伏技术的多元化规模应用场景，布局光伏建筑一体化、光伏制氢、储能等领域，着力打造新能源生态圈。晶科能源于2022年在上海证券交易所科创板上市，其间接控股股东晶科能源控股有限公司于2010年在纽约证券交易所上市。